# ابراهیم نظری
ابراهیم نظری سنگرودی (زاده ۱۳۳۱ در تهران) نوازنده فلوت و پیکولو، آهنگساز و رهبر ارکستر و از بنیان‌گذاران جشنواره موسیقی فجر است.

## فراگیری موسیقی
وی آموختن جدی موسیقی کلاسیک را از سال ۱۳۴۶ در هنرستان عالی موسیقی با مدیریت غلامحسین غریب آغاز کرد و در این هنرستان از کلاس‌های فلوت «الکساندر» و «یوهان ریستا» (Johann Rista)، هارمونی حسین ناصحی، ارکستراسیون مرتضی حنانه، سلفژ مصطفی کمال پورتراب، پیانو فریده بهبود و مبانی فیزیک آکوستیک امین شهمیری استفاده کرده‌است. پس از اتمام تحصیلات از محضر حشمت سنجری و سال‌ها بعد زیر نظر «یوری داویدیان» (Yuri Davidian) در زمینه رهبری ارکستر بهره برده‌است.

## نوازندگی
پیش از انقلاب نظری نوازنده فلوت در ارکستر بزرگ رادیو ایران و ارکستر اپرای تهران بود و در فاصله بین سال‌های ۱۳۵۸ تا ۱۳۸۴، به عنوان نوازنده فلوت و پیکولو ارکستر سمفونیک تهران فعالیت داشته‌است.

## رهبری ارکستر
نظری پس از دریافت مدرک لیسانس در دوره سربازی به شیراز رفت و (بعد از عزیمت حسن ریاحی مدیر این ارکستر به آمریکا برای ادامه تحصیل) در آنجا به رهبری ارکستر مجلسی رادیو تلویزیون ملی ایران مرکز شیراز رسید و از سال ۱۳۵۶ تا زمان پیروزی انقلاب، رهبری این ارکستر را به عهده داشت. پس از بازگشت به تهران، وی زیر نظر حشمت سنجری به آموختن فن رهبری پرداخت و از سال ۱۳۵۸ تا ۱۳۸۴ به عنوان دستیار و رهبر میهمان دائم (Principal Conductor) ارکستر سمفونیک تهران، بارها ارکستر سمفونیک و کر تهران را رهبری کرد.
ابراهیم نظری در کنار فعالیت در ارکستر سمفونیک تهران، رهبری دائم ارکستر سمفونیک فرهنگسرای بهمن را به عهده داشت و در دو کنسرت نیز به عنوان رهبر میهمان ارکستر سمفونیک صدا و سیما را هدایت کرده‌است.

## آهنگسازی
عمده فعالیت‌های آهنگسازی ابراهیم نظری مربوط به آثاری است که در زمان جنگ ساخته شده و بیشتر شامل آثاری برای ارکستر سمفونیک و کر می‌شود. در کنار این آثار وی قطعاتی در ژانرهای گوناگون برای سازهای غربی یا سازهای ایرانی به همراه ارکستر سازهای غربی تنظیم کرده‌است.

## آثار
نظری در زمینه نوازندگی، چه در اجرای صحنه‌ای و چه در ضبط‌ها، فعالیت گسترده‌ای داشته‌است و از آثار منتشر شده‌ای که وی در آن فلوت یا پیکولو نواخته‌است می‌توان به آلبوم‌های زردی خزان تنظیم ارسلان کامکار و هوشنگ کامکار، در گلستانه ساخته هوشنگ کامکار، افسانه سرزمین پدری ام ساخته ارسلان کامکار اشاره کرد.

## جشنواره موسیقی فجر
ابراهیم نظری از بنیان‌گذاران جشنواره موسیقی فجر است و در دوره‌های اول تا چهارم، دبیری جشنواره موسیقی فجر را نیز به عهده داشته‌است.

## نشان درجه یک هنری
ابراهیم نظری به دریافت نشان درجه یک هنری از وزارت فرهنگ و ارشاد اسلامی نائل آمده‌است.

## جوایز
- در دومین جشنواره موسیقی فجر در سال ۱۳۶۵ از ابراهیم نظری برای همکاری در رهبری ارکستر سمفونیک تهران تقدیر شد.[۸]
- در بیست و یکمین جشنواره موسیقی فجر در سال ۱۳۸۴ از ابراهیم نظری برای همکاری ارزنده در اجرای برنامه‌های گروه کر تقدیر شد.[۹]
- در دومین جشنواره ملی موسیقی مقاومت در سال ۱۳۸۹ از نظری برای ساخت و تنظیم موسیقی برای جنگ تقدیر شد.[۱۰]

## ارکستر ارغنون
ارکستر ارغنون در پاییز سال ۱۳۹۳ توسط ابراهیم نظری تأسیس شد و سرپرستی این ارکستر را سجاد پورقناد به عهده دارد. این ارکستر به صورت آنسامبل فلوت با همراهی پیانو در برنامه اختتامیه چهارمین جشنواره سایت‌ها و وبلاگ‌های موسیقی در نهم اسفند ۱۳۹۳ در سالن خلیج فارس فرهنگسرای نیاوران به روی صحنه رفت و آثاری با نام‌های «نینای و بی نای» محلی لری با تنظیم ابراهیم نظری، «موسیقی کوچک شبانه» تنظیم برای گروه فلوت و پیانو و در پایان «رقص دایره» ساخته حشمت سنجری با تنظیم امیرآهنگ هاشمی را به روی صحنه برد.